# Inre Mjoögrunden
Inre Mjoögrunden is een tiental Zweeds eilanden behorend tot de Pite-archipel. De kleine archipel ligt ten noorden van Mjoön. De eilanden hebben geen oeververbinding. Op het grootste eiland staan zomerhuisjes.